# دروميداري

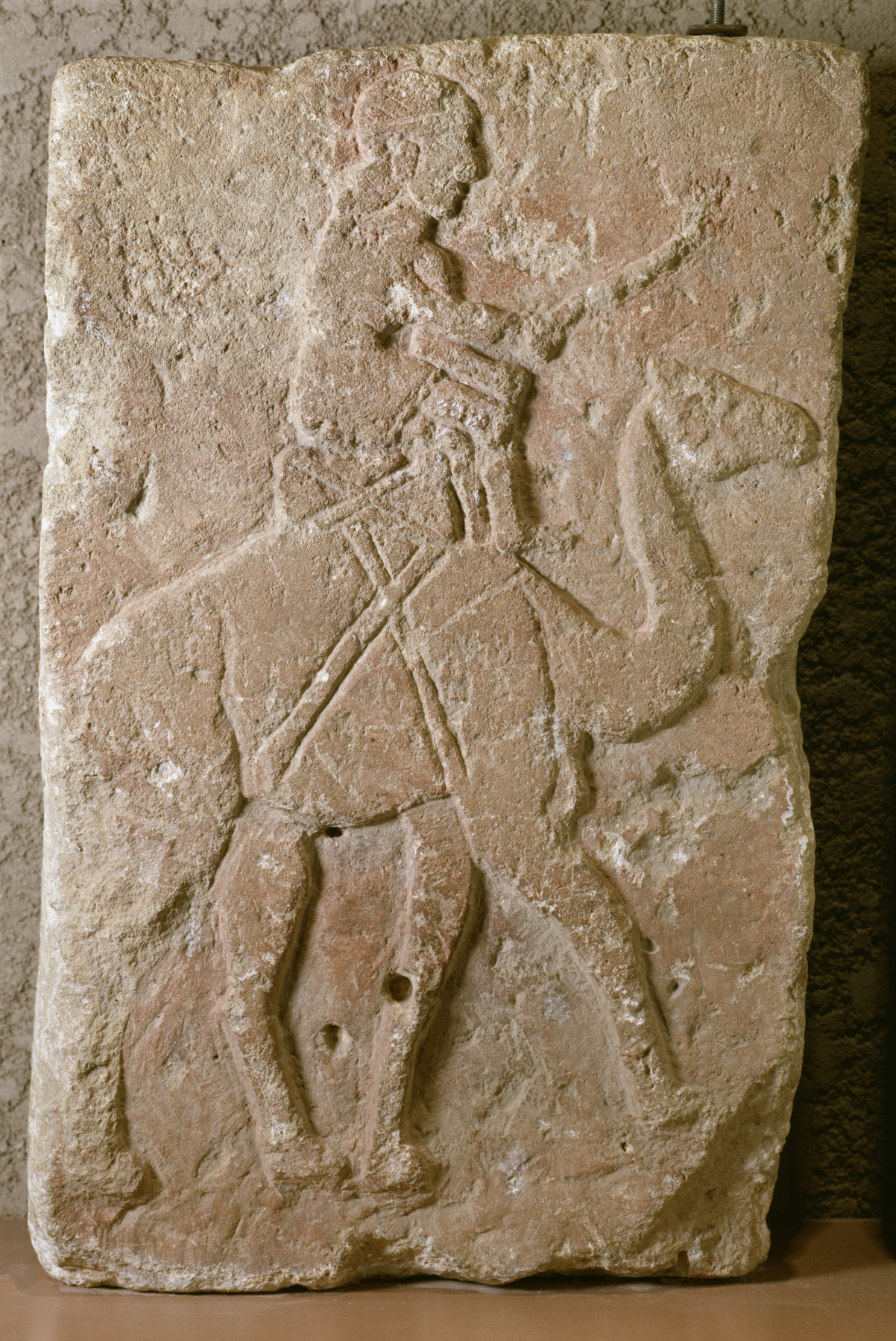
سوريا، بلاطة مع راكب الجمل من تل حلف (النقش من جوزانا، أقدم تمثيل لمثل هذا الفارس الجمل العربي)

الدروميداري (باللاتينية: Dromedarii) هي قوات احتياطٍ من راكبي الجمال كان يتم تجنيدها في الولايات الصحراوية التابعة للإمبراطورية الرومانية.
كان الغرض من قوات الدروميداري أن تحلَّ مكان أحصنة سلاح الفرسان في الأقاليم التي لم تكن الأحصنة شائعة فيها. كانت لاستعمال الجمال أفضلية ضدَّ أسلحة الفرسان الأخرى، لأن الخيول تخاف من رائحة الجمل.